# Ferrari F1/86
Ferrari F1/86 je Ferrarijev dirkalnik Formule 1, ki je bil v uporabi v sezoni 1986, ko sta z njim dirkala Michele Alboreto in Stefan Johansson. Dirkača nista uspela doseči nobene zmage, sta pa skupaj dosegla pet uvrstitev na stopničke in sedemintrideset točk, kar je moštvu prineslo četrto mesto v konstruktorskem prvenstvu. Razlog za slabši rezultat je bila nezanesljivost dirkalnika, saj sta dirkača v sezoni zabeležila kar petnajst odstopov. Razvoj dirkalnika je v veliki meri sledil predhodniku 156/85, s katerega so kopirali predvsem dobro aerodinamiko, izboljšati pa so želeli zanesljivost. Če bi jim to uspelo, bi bil dirkalnik F1/86, ki ga je poganjal močan Ferrarijev motor, zelo uspešen. Toda dirkalnik se je izkazal celo za še manj zanesljivega od svojega predhodnika. Za naslednjo sezoni 1987  ga je nadomestil nov dirkalnik F1/87.

## Rezultati Formule 1
(legenda) (odebeljene dirke pomenijo najboljši štartni položaj, poševne pa najhitrejši krog)
| Leto | Moštvo                     | Motor                  | Gume | Dirkači          | 1   | 2   | 3   | 4   | 5   | 6   | 7    | 8   | 9   | 10  | 11  | 12  | 13  | 14  | 15  | 16  | Toč | Prv |
| ---- | -------------------------- | ---------------------- | ---- | ---------------- | --- | --- | --- | --- | --- | --- | ---- | --- | --- | --- | --- | --- | --- | --- | --- | --- | --- | --- |
| 1986 | Scuderia Ferrari SpA SEFAC | Ferrari Tipo 032 V6 tc | G    |                  | BRA | ŠPA | SMR | MON | BEL | KAN | VZDA | FRA | VB  | NEM | MAD | AVT | ITA | POR | MEH | AVS | 37  | 4.  |
| 1986 | Scuderia Ferrari SpA SEFAC | Ferrari Tipo 032 V6 tc | G    | Michele Alboreto | Ret | Ret | 10  | Ret | 4   | 8   | 4    | 8   | Ret | Ret | Ret | 2   | Ret | 5   | Ret | Ret | 37  | 4.  |
| 1986 | Scuderia Ferrari SpA SEFAC | Ferrari Tipo 032 V6 tc | G    | Stefan Johansson | Ret | Ret | 4   | 10  | 3   | Ret | Ret  | Ret | Ret | 11  | 4   | 3   | 3   | 6   | 12  | 3   | 37  | 4.  |